# تشارلز رينارد
تشارلز رينارد (بالفرنسية: Charles Renard)‏ هو قائد منطاد ‏ ومهندس وطيار فرنسي، ولد في 23 نوفمبر 1847 في Damblain ‏ في فرنسا، وتوفي في 13 أبريل 1905 في باريس في فرنسا.

## وصلات خارجية
- تشارلز رينارد على موقع الموسوعة البريطانية (الإنجليزية)